# Lehaucourt
Lehaucourt es una comuna francesa situada en el departamento de Aisne, de la región de Alta Francia.

## Geografía
Está ubicada a 9 km al norte de San Quintín.

## Demografía
| 387 | 428 | 760 | 764 | 803 | 832 | 761 | 930 | 896 | 868 |
| Para los censos de 1962 a 1999 la población legal corresponde a la población sin duplicidades (Fuente: INSEE [Consultar]) |     |     |     |     |     |     |     |     |     |